# 中津市コミュニティバス

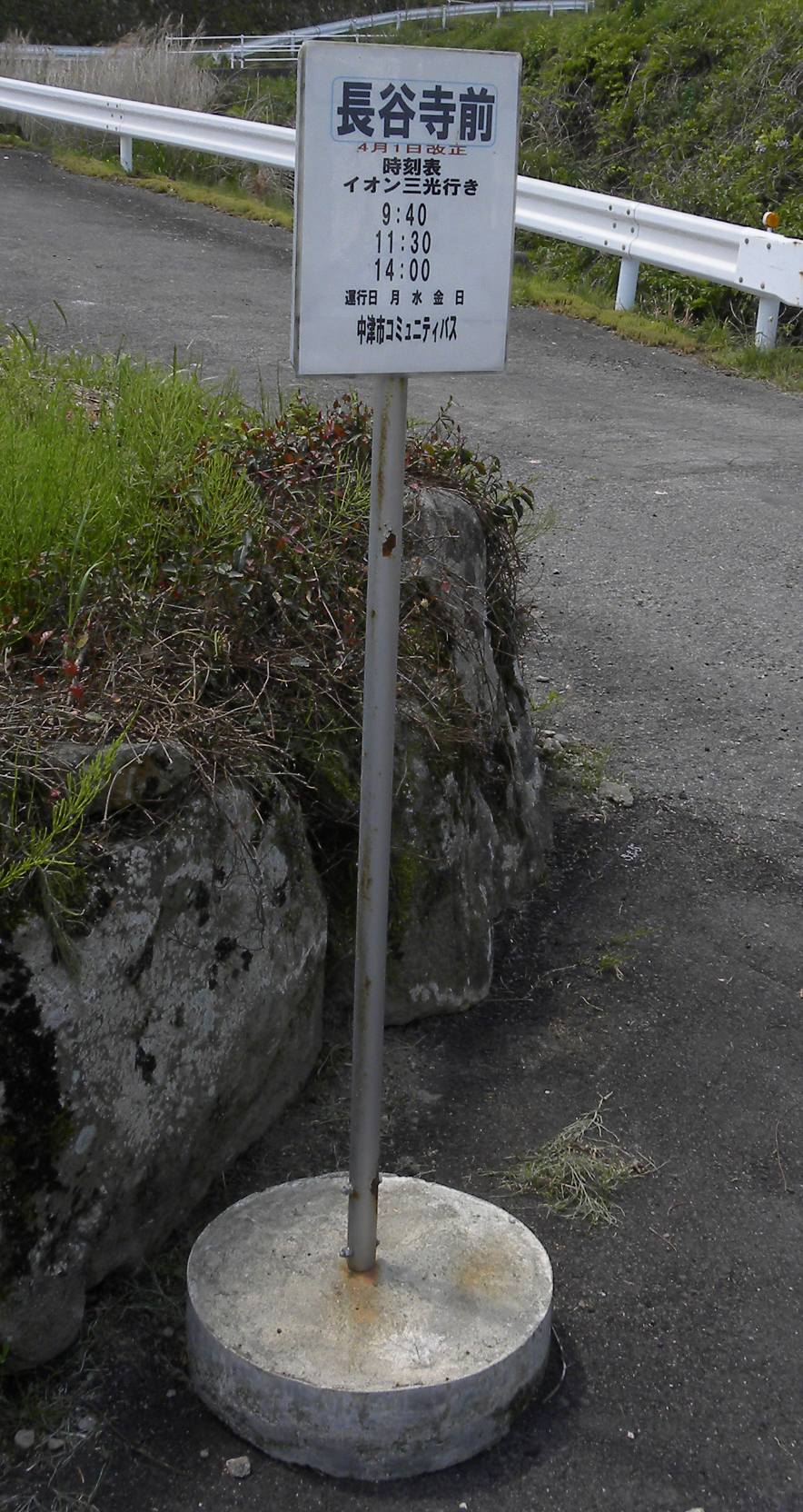
西秣線のバス停

中津市コミュニティバス（なかつしコミュニティバス）は、大分県中津市が、中津市中津地域・三光地域・本耶馬渓地域・耶馬溪地域で運行しているコミュニティバスである。なお、同市山国地域では、中津市山国バスが運行されている。
なお、隣接の福岡県豊前市にも乗り入れる。

## 概要
- 運賃は、1回利用100円均一（豊前・中津線を除く）、未就学児は無料。障害者には運賃を半額にする制度がある。
- 1月1日 - 3日は運休。
- 運行は、以下の会社に委託されている[1]。
  - 中津地域 - 大交北部バス
  - 三光地域 - 中津シティタクシー、クリスタルシティタクシー、第一交通
  - 本耶馬渓地域 - 耶馬渓交通

## 沿革
- 1983年 - 本耶馬渓町で僻地患者バス運行開始。
- 2004年3月31日 - 当日限りで中津観光バス西谷線（中津駅 - 西谷局前 - 川出原）廃止。
- 2004年4月1日 - 本耶馬渓町地域バス運行開始。運行開始当時は、無料だった。
- 2005年3月1日 - 本耶馬渓町の中津市への合併により、本耶馬渓町地域バスが中津市に引き継がれる。
- 2006年12月11日 - 中津地域の中津北線、三保線、及び三光地域の西秣線計3路線で中津市コミュニティバスの試験運行開始。運賃は無料[2]。
- 2007年3月10日 - 中津市コミュニティバスの無料での試験運行終了。
- 2007年4月1日
  - 中津市コミュニティバスが有料で試験運行再開。路線は無料運行時と同じ3路線[3]。
  - 本耶馬渓町地域バスの時刻変更。
- 2008年4月1日 - 三保線、西秣線の2路線で本運行開始[4]。
- 2010年4月26日 - 豊前市と共同で豊前・中津線の運行開始[5][6]。
- 2015年4月1日 - 豊前・中津線がゆめタウン中津への乗り入れを開始[7]。
- 2015年7月1日 - 耶馬溪地域でコミュニティバスの運行開始[8]。
- 2016年10月1日 - 耶馬溪地域での路線バス廃止に伴い、耶馬溪地域3地区でコミュニティバスの運行を開始[9][10]。
- 2020年4月1日 - 豊前・中津線が吉富町内に停車を開始[11]。

## 現行路線

### 中津地域

#### 三保線
- 中津駅前→中津市民病院前→ナカノ重機前→善隆寺前→山の中公民館前→北原東→中津市民病院前→中津駅前
上記の順路のみの片方向循環路線である。中津駅前 - 中津市民病院前間のみの利用はできない。
- 運行日：毎日

#### 豊前・中津線
- 豊前市役所 - 八屋  - 吉富町役場前 - 吉富駅前 - 東本町（中津駅北口） - ゆめタウン前 - 中津市民病院
- 運行曜日：月 - 金

### 三光地域

#### 西秣線
- イオン三光 - 三光支所 - 福祉保健センター前 - 岡崎入口 - 西秣公民館前 - 長谷集会所前 - 長谷寺前
長谷寺 - 皿池間は停留所以外での乗降が可能（2016年8月1日から）[12]
- 運行曜日：月、水、金、日

### 本耶馬渓地域

#### 屋形コース
- （西谷温泉） - （農協前） - （羅漢寺） - （中島） - 守谷医院前 - 屋形簡易局前 - 寺川内 - 谷の前
  - 火曜・金曜のみの運行。

#### 東谷コース
- 守谷医院前 - 中島 - 羅漢寺 - 農協前 - 上津小前 - 梅ノ木瀬 - 東谷局前 - 川出原 - 岩屋上
  - 火曜・金曜のみの運行。

#### 西谷コース
- 守谷医院前 - 中島 - 羅漢寺 - 農協前 - 上津小前 - 梅ノ木瀬 - 西谷温泉 - 西谷局前 - 竹ノ元 - 要
  - 月曜・木曜のみの運行。

### 耶馬溪地域

#### 山移南コース
- 耶馬溪支所 - 旬菜館 - 山移診療所 - 神の原入口三叉路 - 平原[13]
- 運行曜日：月

#### 深耶馬東コース
- 耶馬溪支所 - 旬菜館 - 山移診療所 - 折戸温泉前 - 小柿山旧郵便局前[13]
- 運行曜日：火

#### 山移北コース
- 耶馬溪支所 - 旬菜館 - 山移診療所 - 下長谷鎌野橋三叉路 - 山移診療所[13]
- 運行曜日：水

#### 深耶馬西コース
- 耶馬溪支所 - 旬菜館 - 山移診療所 - 家籠旧小学校前[13]
- 運行曜日：木

## かつて運行していた路線

### 中津駅北線
※全停留所記載
- 中津駅前 - 東本町 - 福沢通り郵便局前 - 福沢旧居 - 北堀川町 - 角木新町 - 北門通 - 小祝北門橋前 - 城北中学校前 - 漁協前 - 松水前 - 小祝老人憩の家前 - 小祝本町 - 外馬場 - 村上記念病院前 - 東本町 - ゆめタウン前 - 大塚南 - 新大塚町 - 米山 - 大塚南 - ゆめタウン前 - 中津駅前
  - 循環路線で、両方向の便があった。試験運行当時運行されていたが、本運行に至らなかった。

## 車両
- 三保線は日野・レインボーRBを、西秣線は各社ともワゴン車（トヨタ・ハイエースなど）を使用している。

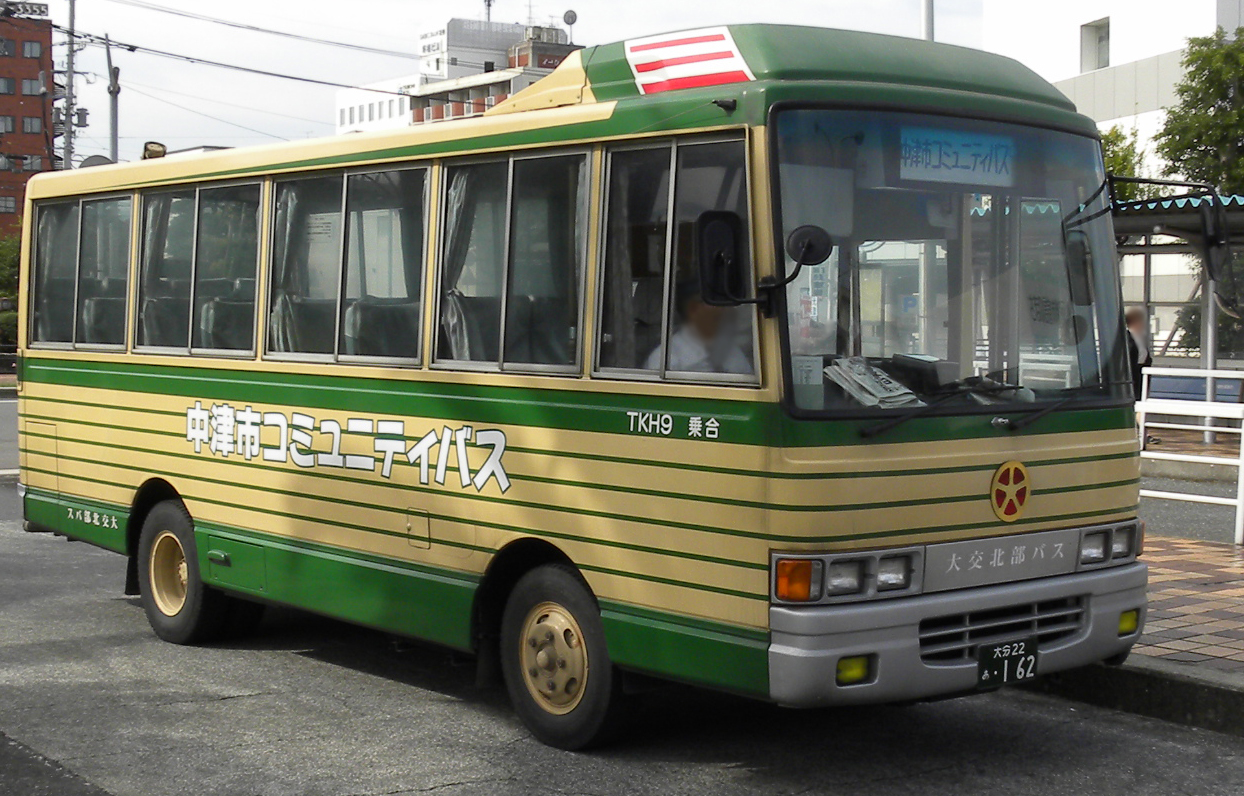
三保線の車両 （大交北部バス）
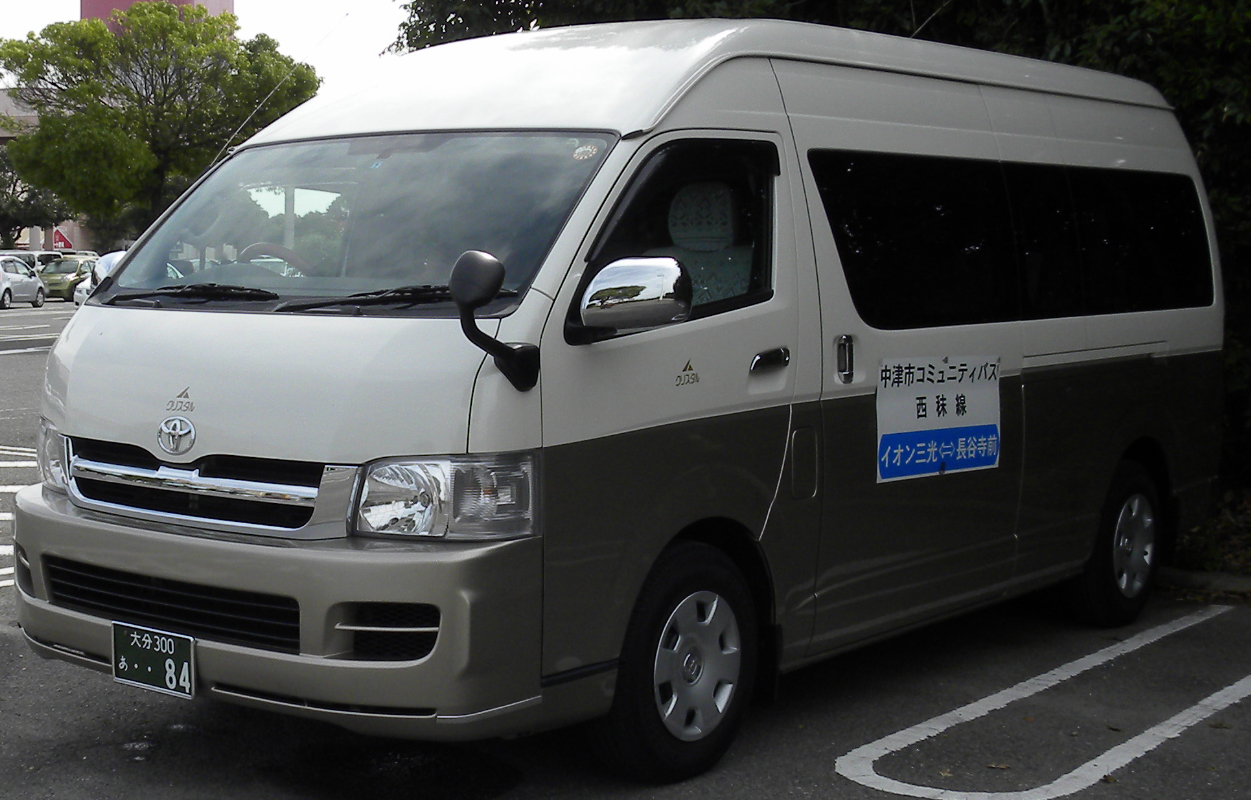
西秣線の車両 （クリスタルタクシー）
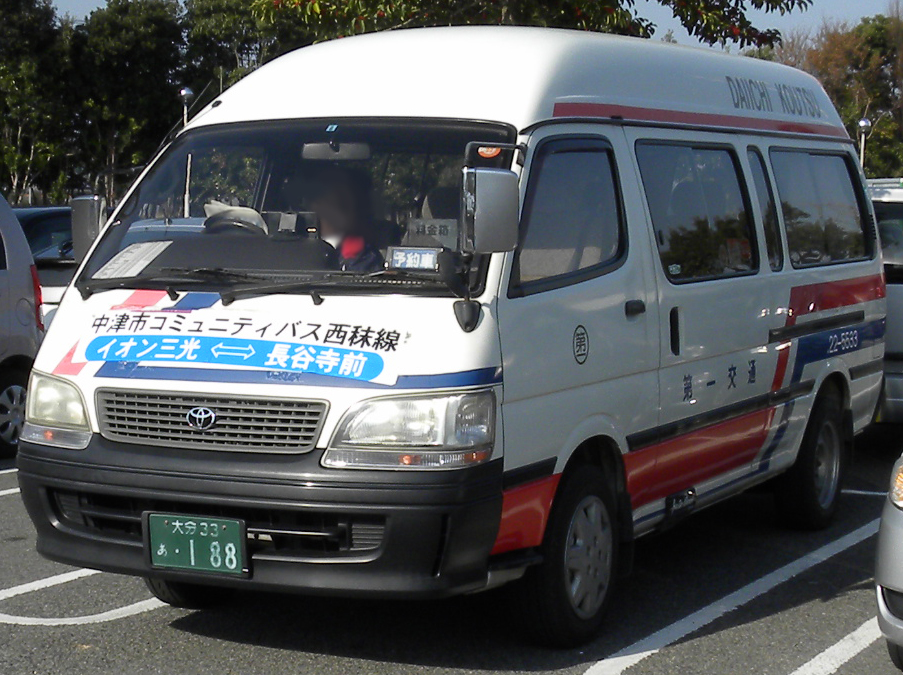
西秣線の車両 （第一交通）
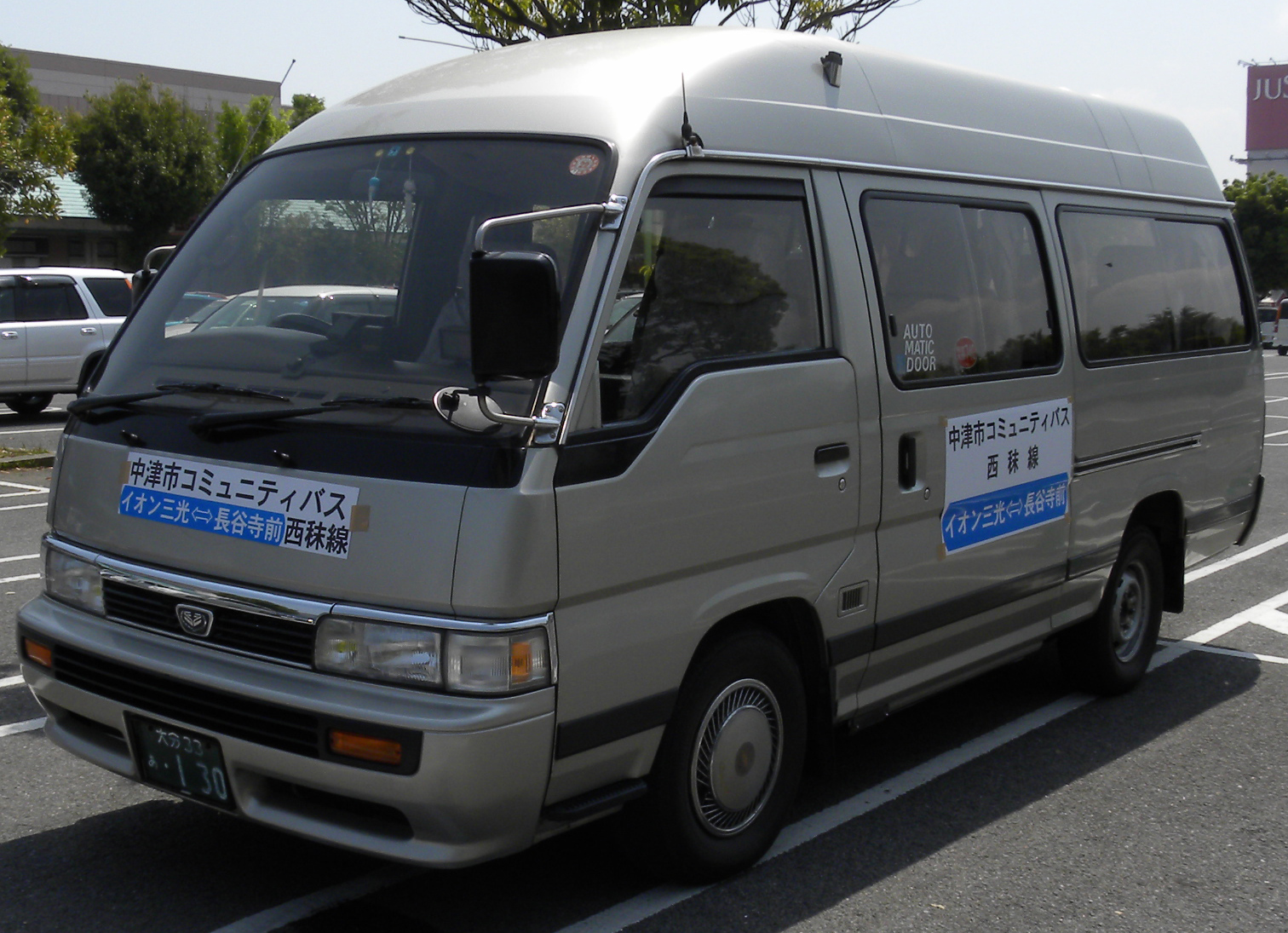
西秣線の車両 （中津シティタクシー）
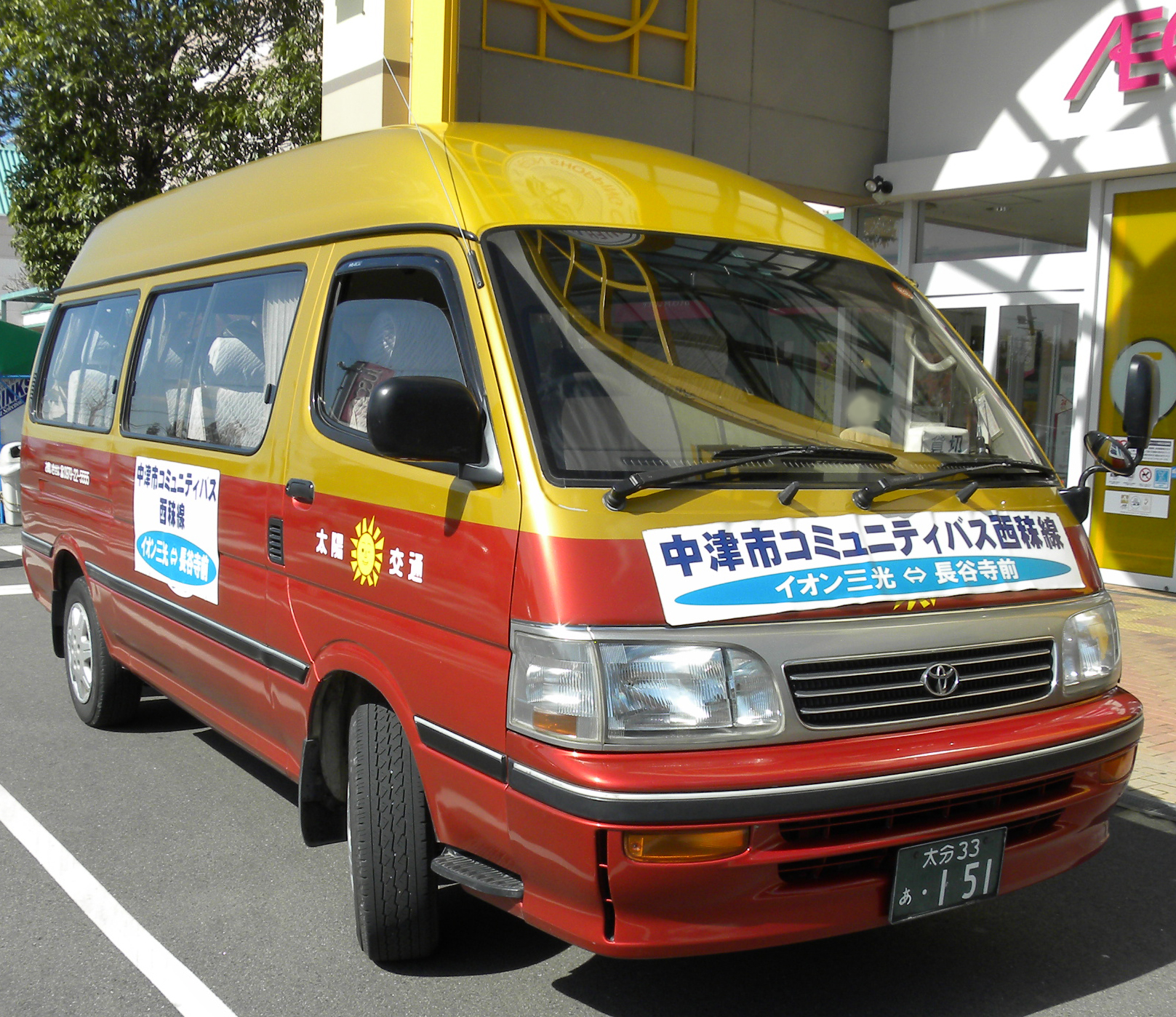
西秣線の車両 （中津太陽交通）

- 豊前・中津線は、当初、大交北部バスの日野・レインボー7W（2009年まで大分交通で大分ホーバーフェリー連絡バスに使用されていた車両[14]）を使用していた。2014年（平成26年）2月1日からはノンステップバス（日産ディーゼル・スペースランナーRM）が使用されている[15]。

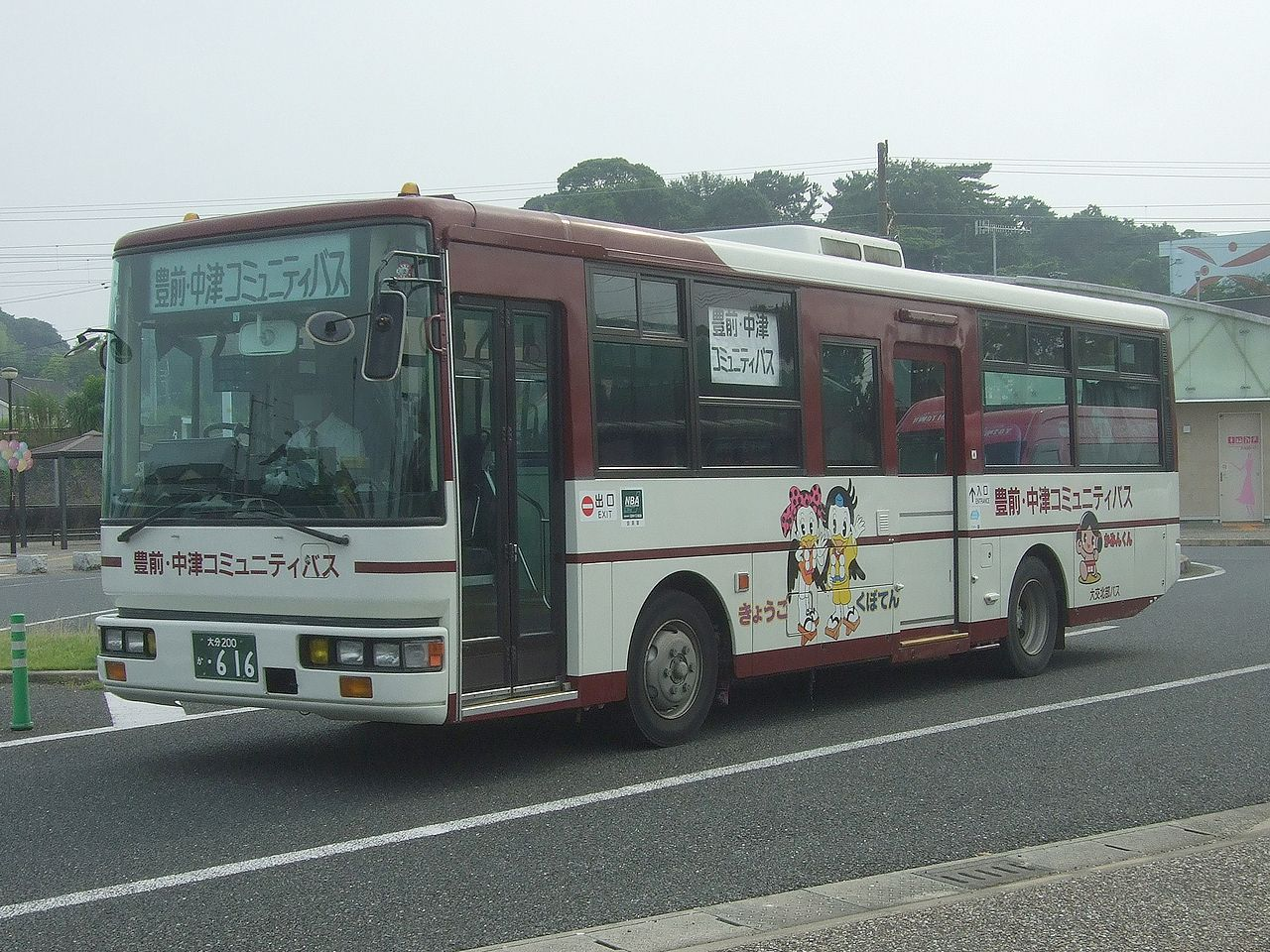
豊前・中津線の現行車両
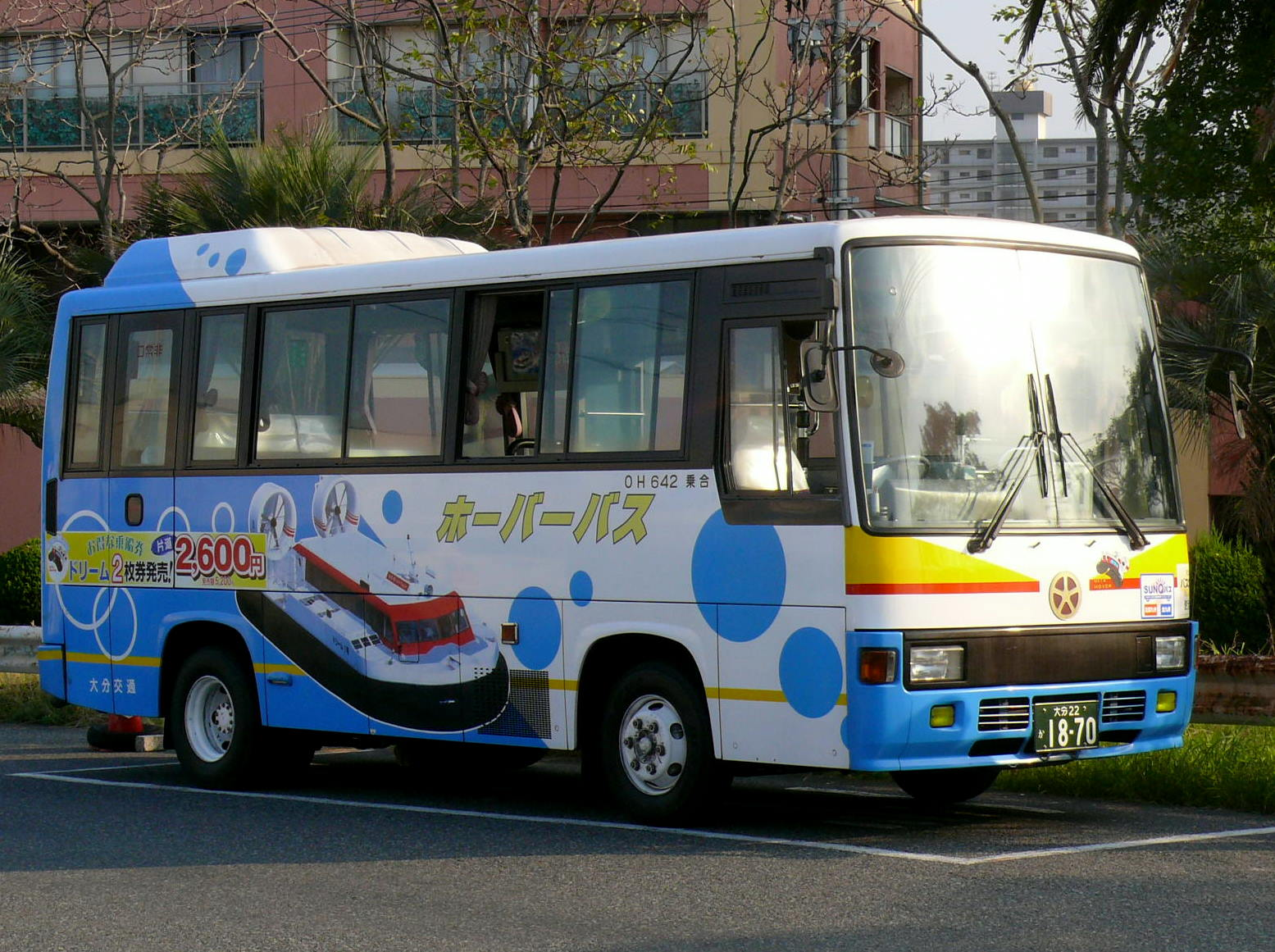
豊前・中津線で当初使用された車両 （連絡バス当時の画像）

- 本耶馬渓地域では、マイクロバス2台（定員28人、26人）を使用している[16]。

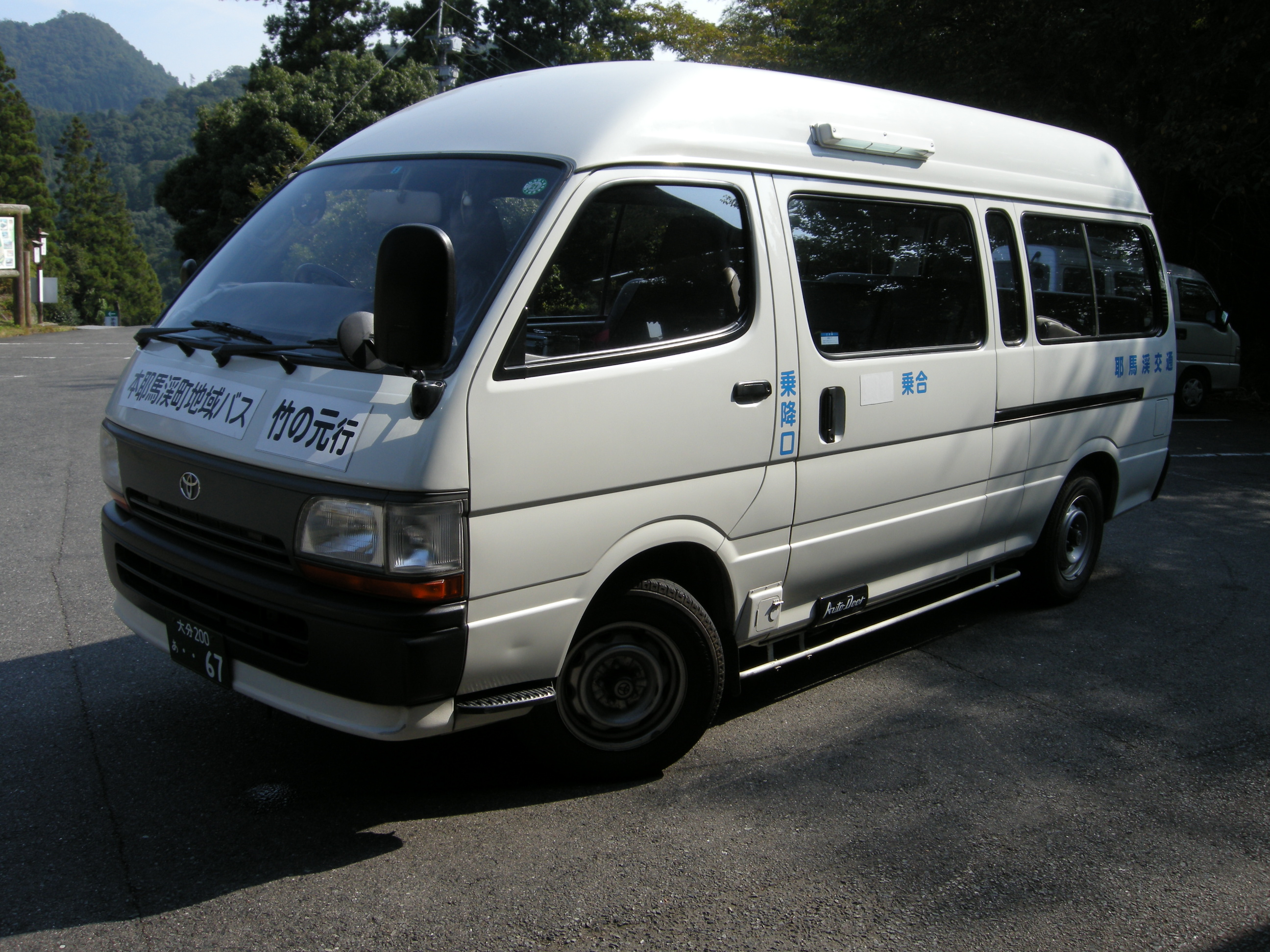
本耶馬渓地域での使用車両（2009年9月）